# 西沟乡 (镇安县)
西沟乡是中国陕西省商洛市镇安县下辖的一个乡。

## 行政区划
西沟乡下辖以下行政区：
西河村、岩子村、江西村